# Головна хоральна синагога (Ростов-на-Дону)
Головна хоральна синагога - колишня синагога в Ростові-на-Дону. Будівля розташована за адресою: вулиця Баумана, будинок 70. Синагога була відкрита в 1868 році. Після приходу радянської влади будівля була націоналізована і перебудована. В даний час там розміщується шкірно-венерологічний диспансер. Будівля головної хоральної синагоги має статус об'єкта культурної спадщини регіонального значення.

## Історія
Перша тимчасова дерев'яна синагога з'явилася в Ростові-на-Дону в 1855 році. Вона розташовувалася між сучасними вулицями Баумана і Ульяновської неподалік від Ворошиловського проспекту. У 1863 році поряд був побудований цегляний молитовний будинок. Але споруда була неміцною, і в 1866 році будинок знесли. У 1868 році на його місці була зведена нова двоповерхова синагога.
Авторство проекту синагоги приписується Совіцькому, колезькому асесору і старшому міському архітекторові. Будівельниками синагоги були А. Г. Каплун, С. І. Фрейшист, А. А. Данцігер. Збір пожертвувань для будівництва синагоги організував рабин Фабіан Осипович Гнесин, батько композитора М. Ф. Гнесина. Завдяки його старанням було зібрано 16342 рублів 87 копійок.
Головна хоральна синагога була урочисто відкрита 30 серпня 1868 года. На церемонії був присутній міський голова А. М. Байков. У своїй промові він зазначив, що ставить за мету «зрівняти євреїв щодо суспільного становища в місті з іншими громадянами». Офіційною адресою синагоги була: Воронцовская вулиця, будинок 78.
У 1881 році до синагоги із заходу прибудували молитовний будинок, що вміщав 150 чоловік. У 1903 році при синагозі відкрилася єврейська бібліотека-читальня. Крім того, тут розташовувалося училище Талмуд-Тора. Таким чином, Головна хоральна синагога стала культовим і навчальним комплексом. Останнім рабином синагоги до революції був М. 3. Гольденберг.
У 1924 році синагога була муніципалізована, але будівля продовжувала перебувати у віданні єврейської громади. В середині 1935 року будинок синагоги було націоналізовано, там розмістилася шкірно-венерологічна лікарня. Будівля була істотно перебудована, в результаті чого спотворився її архітектурний вигляд. Інтер'єри піддалися переплануванню, був втрачений молитовний зал. Вигляд фасадів синагоги був також серйозно спотворений: старі віконні прорізи розширені і з'явилися нові, значна частина штукатурного декору знищена. Постановою Глави Адміністрації Ростовської області № 411 від 9 жовтня 1998 року будинок головної хоральної синагоги було взято під державну охорону як об'єкт культурної спадщини регіонального значення.
У 2016 році урядом Ростовської області було прийнято рішення про повернення будівлі синагоги ростовській єврейській громаді.